# Vinzenz von Schleinitz

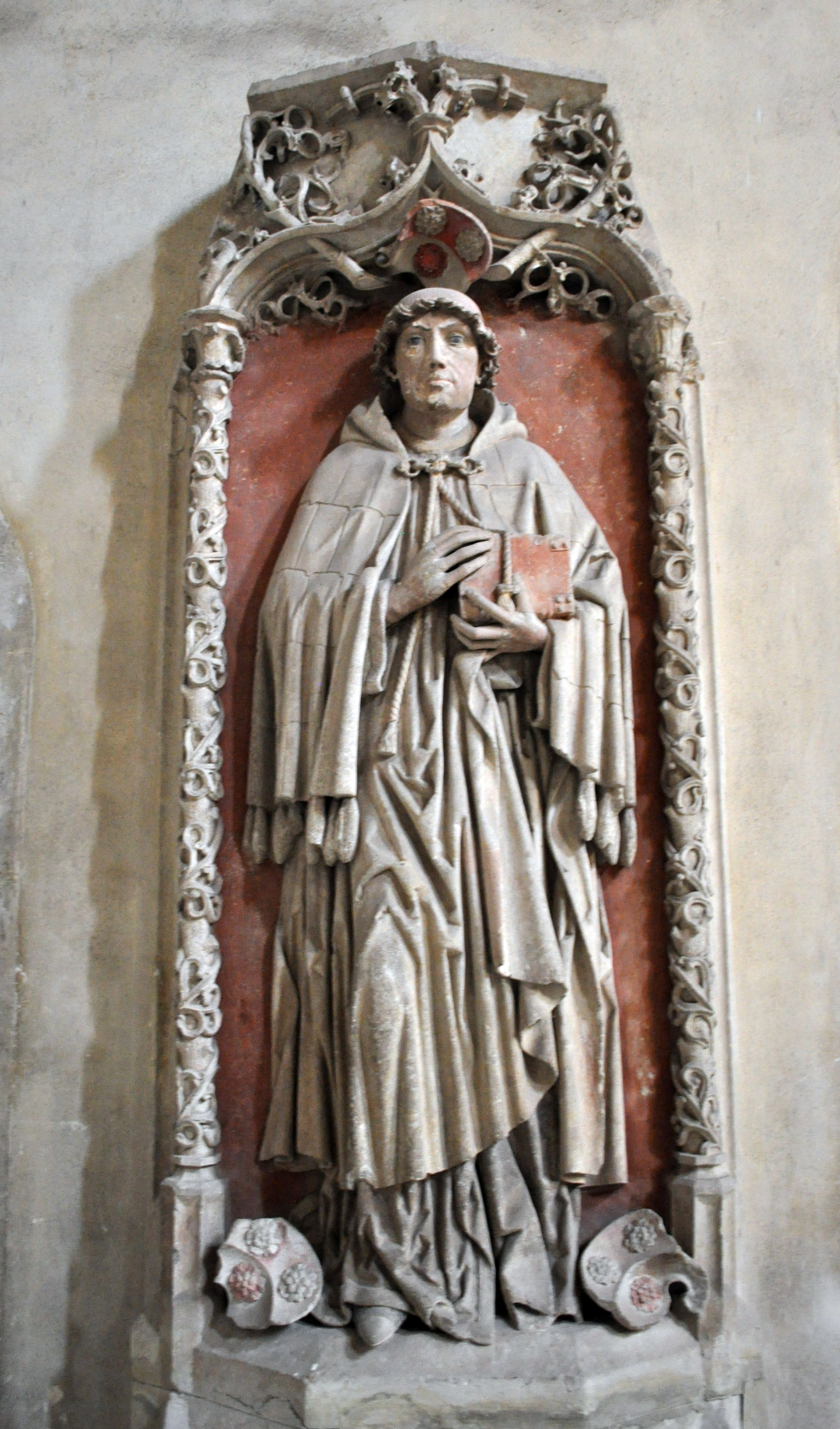
Grabmal des Merseburger Bischofs Vinzenz von Schleinitz im Naumburger Dom

Vinzenz von Schleinitz († 21. März 1535) war von 1526 bis 1535 Bischof von Merseburg.
Vinzenz stammte aus der Familie von Schleinitz, die in den Bistümern Naumburg und Meißen weitere Bischöfe stellte. Vor seiner Ernennung zum Bischof war er Domherr in Naumburg und Merseburg. Als Bischof gelang es ihm nicht, die Ausbreitung der Reformation in seinem Bistum einzudämmen. 
Im späten 15. Jahrhundert wohnte er in der Kurie des Doms zu Naumburg. Seit 1526 Bischof von Merseburg, soll er nach seinem Tod im Jahr 1535 in der Merseburger Domkirche beigesetzt worden sein; ein aufwändig geschaffenes Grabmal gibt es jedoch im Naumburger Dom.